# Timișești
Timișești est une commune roumaine du județ de Neamț, dans la région historique de Moldavie et dans la région de développement du Nord-Est.

## Géographie
La commune de Timișești est située dans le nord du județ, à la limite avec le județ de Suceava, sur la rive gauche de la Moldova à 14 km au nord-est de Târgu Neamț et à 58 km au nord de Piatra Neamț, le chef-lieu du județ.
La municipalité est composée des cinq villages suivants (population en 1992) :
- Dumbrava (1 132) ;
- Plăiesu (740) ;
- Preutești (588) ;
- Timișești (1 227), siège de la municipalité ;
- Zvorănești.

## Politique
Le Conseil Municipal de Timișești compte 13 sièges de conseillers municipaux. À l'issue des élections municipales de juin 2008, Romică Groza (PSD) a été élu maire de la commune.
| Parti                          | Nombre de conseillers |
| ------------------------------ | --------------------- |
| Parti social-démocrate (PSD)   | 8                     |
| Parti démocrate-libéral (PD-L) | 5                     |

## Religions
En 2002, la composition religieuse de la commune était la suivante :
- Chrétiens orthodoxes, 99,30 %.

## Démographie
En 2002, la commune comptait 4 026 Roumains (99,42 %) et 19 Tsiganes (0,47 %).
| 1992  | 2002  | 2007  |
| ----- | ----- | ----- |
| 3 870 | 4 032 | 4 056 |

## Économie
L'économie de la commune repose sur l'agriculture.

## Communications

### Routes
Timișești est située à proximité de la route nationale DN15B qui relie Târgu Neamț et la route nationale DN2 (Route européenne 85) Roman-Suceava.

### Voies ferrées
Timișești est desservie par la ligne de chemin de fer Târgu Neamț-Pașcani.

## Lieux et monuments
- Dumbrava, église orthodoxe en bois St Basile (Sf. Vasile) des XVIIIe siècle et XIXe siècle.